# Elias Budde Christensen
Elias Budde Christensen (født 26. marts 2002 i Danmark) er en dansk skuespiller, kendt for Vilde sind (2021), Dronningen (2019), Equinox (2020) og Ungeren (2024).

## Filmografi

### Film
| År   | Titel      | Rolle                | Noter    |
| ---- | ---------- | -------------------- | -------- |
| 2019 | Dronningen | Liam, dreng i retten |          |
| 2021 | Vilde sind | Daniel               | Kortfilm |

### Tv-serier
| År   | Titel                   | Rolle           | Noter      |
| ---- | ----------------------- | --------------- | ---------- |
| 2020 | Når støvet har lagt sig | Albert Dalsgård |            |
| 2020 | Equinox                 |                 |            |
| 2021 | Dating for letøvede     | Kris            | 4 episoder |
| 2022 | Nordland '99            | Lukas           |            |
| 2024 | Ungeren                 | Alex            | 5 episoder |